# マリアン・トランプ・バリー
マリアン・トランプ・バリー（Maryanne Trump Barry, 旧姓:デズモンド (Desmond), 1937年4月5日 - 2023年11月13日）は、アメリカ合衆国の裁判官、検察官。第3巡回区合衆国控訴裁判所上級裁判官。第45代大統領ドナルド・トランプの姉でもある。
ペンシルベニア州フィラデルフィア在住。

## 経歴
1937年にニューヨーク州ニューヨーク市で、ドイツ系アメリカ人の不動産開発業者フレッド・トランプとスコットランド人ルイス島出身のマリー・マクラウドとの間に生まれ、ドナルド・トランプの長姉にあたる。
1958年にマウント・ホリヨーク大学を優等（カム・ロード）の成績で卒業し、教養学士の学位を取得 、1962年にコロンビア大学の大学院から公法学及び政治の学術修士の学位取得。 
その後、ホフストラ大学の法科大学院へ進んで、1974年に法務博士の学位を取得。
1974年から83年までアメリカ合衆国司法省ニュージャージー地区連邦検察事務所検事補として、民事部勤務を経て、控訴部次長、控訴部長、上級連邦検事補、筆頭連邦検事補を歴任した。
弁護士として9年間働いた後、1983年9月14日、ロナルド・レーガンによりニュージャージー地区連邦地方裁判所裁判官に指名された。 10月14日には上院に承認された。1999年にはビル・クリントンにより、第3巡回区合衆国控訴裁判所裁判官に指名された。
2004年、サンドラ・デイ・オコナー賞受賞。2011年に非常勤の上級裁判官に退き、2017年に現役を退いた。
2023年11月13日にニューヨーク市内の自宅で死去。86歳没。

## 家族
1960年には、アメリカ空軍の中尉・デビッド・デズモンドと結婚した。息子を出産するが、1980年には離婚した。
1982年に、ニュージャージー州の弁護士であるジョン・ジョセフ・バリーと再婚した。 2000年4月9日に死別。
最初の夫デビッドとの間に生まれた息子のデビッド・ウィリアム・デズモンドは心理学者である。
弟ドナルドとの関係は良好とされてきたが、2020年にはドナルドについて原則がなく、残酷で、信用できないと批判的に語っていたことが親族が密かに録音した会話テープによって明らかとなっている。